# Nkandla
Nkandla (officieel Nkandla Local Municipality) is een gemeente in het Zuid-Afrikaanse district uThungulu.
Nkandla ligt in de provincie KwaZoeloe-Natal en telt 114.416 inwoners. Het is de geboorteplaats van voormalig president Jacob Zuma.

## Hoofdplaatsen
Het nationaal instituut voor de statistiek, Stats SA, deelt sinds de census 2011 deze gemeente in in 142 zogenaamde hoofdplaatsen (main place):
Amatholamgele • Bangamanzi • Benedict Mission • Bhacane • Cholwane • Cungewane • Cwezi • Devondale • Dinuntuli • Dlabe • Dlaylyane • Dlolwane • Ejokweni • Ekhukhanyeni • Ekombe • Ekuphiweni • Ekuthokozen • Emangidini • Empotholo • Enyawoshana • Esibomvu • Ezibhembeni • Ezilozini • Ezimambeni • Ezimbidla • Ezindundumeni • Gada • Gosweni • Hlwehlewe • iNdanyana • iNdanyana A • Isigcalaba • Izindlozi • Khabela • Khothongwe • Kwa Gugu • KwaBedala • KwaChwezi • Kwazondi • Mabengela • Macela • Madaka • Madiyane • Magologolo • Maheze • Mahlathi • Makhanyezi • Malunga • Mandaba • Mandabe • Mandlozi • Manyane • Manzimnyama • Maphophoma • Mapoloba • Masoka • Masolosolo • Mathiya • Matshemade • Matshenezimpisi • Matshensikazi • Mbiswe • Mdimela • Mfongosi • Mhloshane • Mkhalazi • Mkupe • Mkwana • Mophihli • Mpandla • Mpingana • Mpolweni • Mshayazafe • Msobotsheni • Msukane • Mthungeni • Mtshwili • Mwane • Mzimhlophe • Mzwaneni • Ndikwe • Ndindini • Ndweni • Ngabe • Ngomankulu • Ngudle • Ngwavu • Ngwegweni • Ngwundo • Nhlababo • Nkandla • Nkandla NU • Nkomeziphansi • Nkondweni • Nkonisa • Nkungumathe • Nomangci • Nothekwane • Nsamlome • Nsingabani • Nsingabantu • Nsuze • Ntabandlovu • Ntanyeni • Ntembeni • Ntolwane • Ntshiza • Ntulwana • Ntumbeni • Nyawoshane • Ohlahla • Ohlelo • Ohutshini • Phambana • Pholela • Phumuzamaphika • Phumuzamaphilo • Salofu • Samungu • Sdashi • Shobalenyathi • Sibhudeni • Sihosheni • Silokomane • Siphande • Smukumuku • Spinnes • Swane • Talane • Thalaneni • Thaleni • Thulani • Thuma • Tulwana • Vuka • Vumanhlamvo • Vutshini • Xalasho • Xamukavinjelwa • Xulu • Zinkunzini • Zungweni.

## Zuma's nederzetting
In 2012 kwam Nkandla in het nieuws toen bleek dat er een uitgebreid bouwproject plaatsvond voor de privéwoning van president Zuma. Aanvankelijk werden journalisten geweerd bij het project onder het mom van "staatsgeheimen", maar uiteindelijk kwam aan het licht dat er aanzienlijke staatsgelden (ongeveer 247 miljoen rand of 20 miljoen euro) uitgegeven werden voor een privéwoning van de president.. In Zuid-Afrika's geschiedenis was dit nog nooit eerder voorgekomen, noch Mandela, noch de leiders van het apartheidsbewind hadden hier ooit aanspraak op gemaakt. Het schandaal was dan ook groot. De fractievoorzitster van de belangrijkste oppositiepartij Lindiwe Mazibuko trachtte een motie van wantrouwen in te dienen maar die werd op de lange baan geschoven. In opiniepeilingen onder de jeugd bleek er grote steun te bestaan voor een dergelijke motie.

## Geboren
- Jacob Zuma (1942), president van Zuid-Afrika (2009-2018)

## Verwijzingen
1. 1 2 3 4  Adrian Frith, Census 2011, gemeente Nkandla
2. ↑  17 oktober 2012 Die Burger (gearchiveerd)
3. ↑  News 24 28 nov 2012